# Otto Groote
Otto Groote  (* 12. Oktober 1957 in Ostrhauderfehn, Ostfriesland) ist ein deutscher Sänger und Texter von Liedern in niederdeutscher Sprache. 

## Leben
Groote stammt aus dem ostfriesischen Dorf Ostrhauderfehn, in dem bis weit in die 1960er Jahre Torfabbau betrieben wurde. Sein Großvater, ein aus den Niederlanden eingewanderter Arbeiter und sein Vater waren bis zum Niedergang der Torfförderung noch als Moorarbeiter tätig. 
Nach Beendigung der Volksschule und einer Ausbildung zum Mechaniker verließ er sein Heimatdorf 1977 und zog nach Oldenburg, die nächstgelegene Großstadt. Dort setzte er nicht nur seine schulische und berufliche Ausbildung fort, sondern hatte auch erste Kontakte zur norddeutschen Folkszene. Er lernte Gitarre und war einige Jahre als Sänger und Gitarrist in unterschiedlichen Deutschfolkbands unterwegs.
1983 zog er nach Bremen und wandte sich den bildenden Künsten zu. 20 Jahre arbeitete er als Autodidakt der Bildhauerei im eigenen Atelier. Nie zufrieden mit seinen Fähigkeiten und Möglichkeiten führte es ihn 2003 wieder zu seinen musikalischen Wurzeln. Nun war er nicht mehr nur Interpret und Sänger von deutschen und englischen Songs, sondern auch Dichter und Komponist von Liedern in seiner niederdeutschen Muttersprache. 
Es entstand ein reger Kontakt zu niederdeutsch schreibenden Lyrikern. So schrieb der Journalist Detlef Kolze für Groote zahlreiche Texte. Sie erschienen, von Groote vertont, auf seinen CDs In 't blaue Lücht van d' Nörden und De Tied steiht still. 
Auch mit dem Jemgumer Sänger und Dichter Jan Cornelius entwickelte sich ein intensiver Austausch. Weitere vielfältige Kontakte – zu nennen sind hier die Lyrikerinnen Gerda Ulpts-Janssen, Gertrud Cramer und Hilde Frauke Wichmann-Steen, führten dazu, dass sich Grootes Wissen um die niederdeutsche Sprache erweiterte. Obgleich Groote bis zu seiner Einschulung fast ausschließlich Niederdeutsch gesprochen hat, waren seine schriftsprachlichen Möglichkeiten nur sehr eingeschränkt. So konnte sich Groote, wie viele, nur der phonetischen Umsetzung seiner Texte bedienen. Es half ihm, dass er 2006 dem Herausgeber der niederdeutschen Zeitschrift Diesel, Carl Dirks, begegnete, der ein Spezialist der ostfriesisch-niederdeutschen Rechtschreibung ist.
In der Zeit seiner Liedermachertätigkeit hat Groote zahlreiche Gedichte verfasst, hat sich aber auch als Übersetzer von Texten aus dem englischen Sprachraum profiliert. Zu nennen sind hier Lieder von dem Singer-Songwriter Si Kahn, mit dem er 2007 zusammentraf und gemeinsam sang. Als sein großes sängerisches Vorbild bezeichnet Groote den schottischen Sänger Ian McKintosh.
War die erste CD noch ein Solo-Projekt, so ist die zweite CD De Tied steiht still eine gemeinsame Arbeit der 2007 gegründeten Band Otto Groote Ensemble. Groote tourt seit der Zeit nicht mehr allein, sondern wird von seinen Kollegen Matthias Malcher (Gitarre, Gesang, Banjo) und Ralf Strotmann (Bassgitarre und Gesang) begleitet. Matthias Malcher war der Produzent dieses Albums. Unterstützt wurde die Produktion von den Musikern Uli Sieker (Geige und Mandoline), Martin Czech (Gitarre, Banjo, Gesang), Jost van Es (Geige) und Christa Ehrig (Cello).
Groote ist ein fester Bestandteil der niederdeutschen Musikszene. Er tritt auf Livekonzerten und im Radio und Fernsehen auf.

## Diskographie

### Studioalben

#### Otto Groote
- 2006: In 't blaue Lücht van d' Nörden (Artychoke)

#### Otto Groote Ensemble
- 2007: De Tied steiht still (Kiwi)
- 2009: De anner Steerns an d' Heven (GMS)
- 2012: Stein aus Gold (GMS)
- 2015: Noordlandwind
- 2020: Live auf Spiekeroog

### Mit anderen Künstlern
- An Rinn: Coal - Songs of the Working Men. Eigenverlag 2005 (Gesang und Gitarre beim Steigerlied)
- 80 Jahre Hamburger Hafenkonzert. G+H Media 2009 (Iesmeerwellen)
- 2022: Dass wir so lang leben dürfen. Die Lieder des Erzpoeten & Eulenpiegel Manfred Hausin.

## Auszeichnungen
- 2012: Bad Bevensen-Preis für besondere Verdienste auf dem Gebiet vokaler und instrumentaler Gestaltung und Interpretation niederdeutscher Texte
- 2019: „Johann Friedrich Dirks Preis für Musik“ der Stadt Emden.